# Reversis

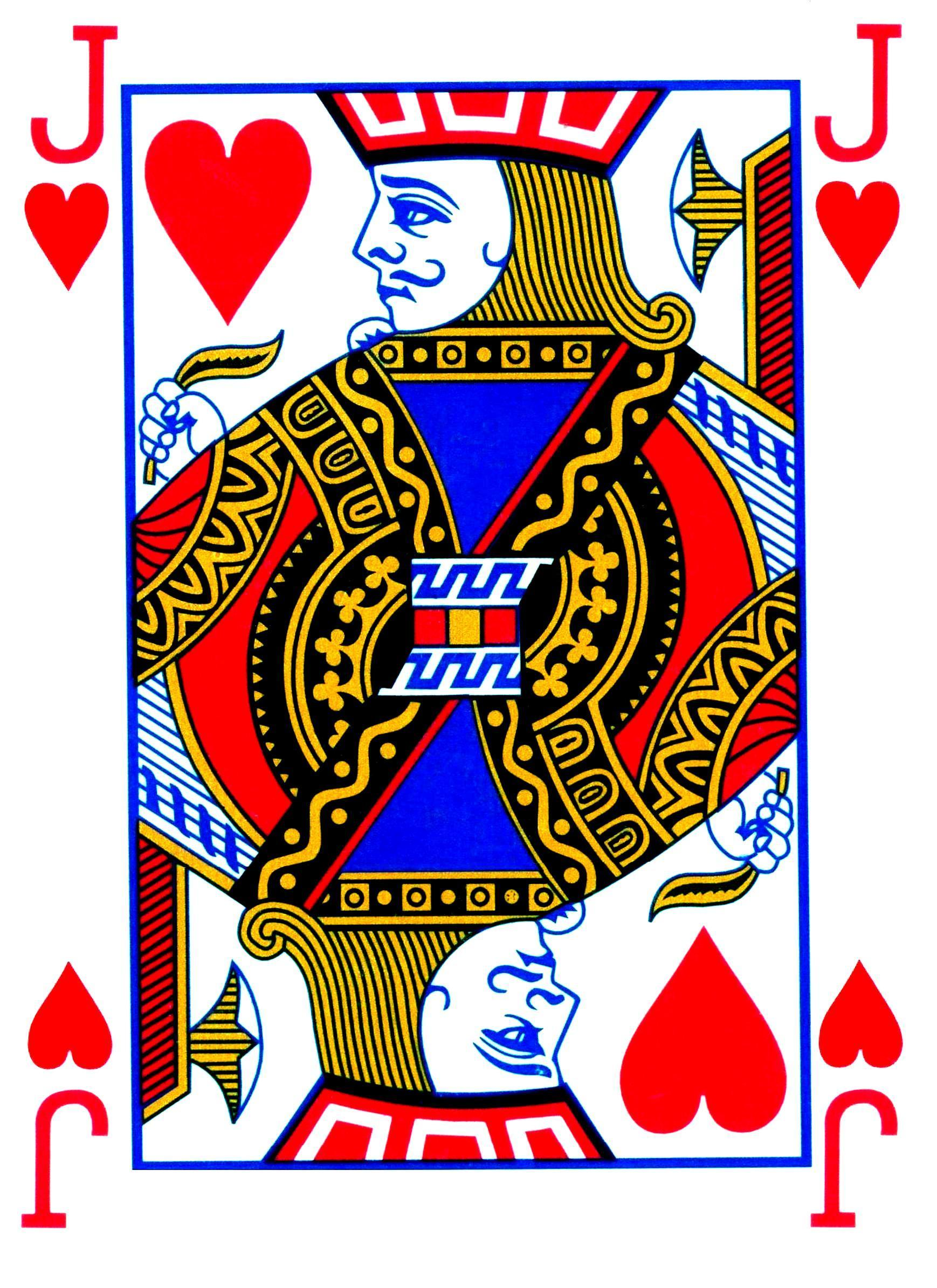
Naipe utilizado para jugar Reversi

Reversis (sin relación con el juego de mesa Reversi) es el nombre de un juego de bazas con naipes y fichas inventado en el siglo XVII que se considera el antepasado de otros juegos populares como la Dama de Picas o el juego de los Corazones. Se trata de ir jugando manos intentando hacer los puntos negativos y jugando con las figuras, especialmente los ases, que acumulan manos para los próximos turnos. Una alternativa para ganar, en vez de hacer las menos manos posibles, es hacer once y revertir la situación, ganando por muchos más puntos, de ahí el nombre de «Reversis» del juego.
El juego se hizo popular en Francia e Italia entre los círculos aristocráticos y desde allí se expandió a varias cortes europeas con variantes locales, excepto en Gran Bretaña. La complicación del sistema de puntuaciones a medida que el juego evolucionaba hizo perder adeptos y estuvo en el origen de los juegos actuales, simplificaciones de las reglas del Reversis.

## Historia
El juego de Reversis fue mencionado por primera vez en Francia en 1601, bajo el nombre de Reversin, jugado con un paquete de 52 cartas. Jean-Baptiste Bullet sugirió que se inventó en la corte de Francisco I. Es un juego sutil que conoció importantes adiciones, en particular a finales del siglo XVIII en forma de opciones diferentes. En el siglo XIX, el juego, cada vez más popular del Reversis, sus reglas se volvieron cada vez más complejas con el uso exclusivo de las opciones del principio, lo que lo convertía en un tipo de juego de alta tensión. Durante mucho tiempo se pensó que era un juego de origen español, ya que se usaba un paquete de 48 cartas, además de su rotación en sentido contrario a las agujas del reloj y las palabras «quinola», nombre de un almirante español del siglo XVII, y «espagnolette», pero probablemente se originó en Italia donde una variedad negativa del Tressette llamado Rovescino todavía se juega.
Las cartas más altas eran las mejores en el método habitual de los juegos, pero en este el más bajo tenía la preferencia. La Jota era una carta mejor que el Rey, y una de ellas, la Jota de corazones, se llamaba «quinola», como en el antiguo juego del Primero del siglo XVI. La extraña incongruencia de este orden invertido de cosas hizo que los españoles, cuando este juego se les hizo conocido, le dieran la denominación apropiada de Gana pierde, es decir, el ganador pierde.

## El juego
El juego de Reversis es un juego de bazas en el que cada jugador intenta evitar las bazas con ciertas cartas (similar a los Corazones). Participan cuatro jugadores con un paquete de 52 cartas que se les quitan las 4 cartas del número 10, lo que hace 48 cartas en total, clasificadas jota 9 8 7 6 5 4 3 2, siendo los ases el 1. 
Cada jugador comienza con:
- una caja que contiene 36 unidades llamadas «peces» 
  - 24 «fichas» que valen 6 peces cada una
  - 6 «contratos» que valen 8 fichas cada una
  - lo que hace un total equivalente a 468 peces;[7]
- asimismo con dos «piscinas», llamadas piscinas grande y pequeña de «quinolla» —la más grande para colocar debajo de la pequeña—, que siempre deben colocarse en la mano derecha del crupier.[8]